# È guerra aperta
È guerra aperta è il ventunesimo album del cantante italiano Tony Colombo, pubblicato nel 2014 e distribuito dalla Seamusica.

## Tracce
1. Perché l'amore
2. Si sulo a mia (feat. Nancy Coppola)
3. Pe tte... Pe tte... Pe tte
4. Chi te leva 'o russetto
5. Duie anne ancora (feat. Emiliana Cantone)
6. Se va a annasconnere
7. Sposami
8. Due cuori un solo battito
9. Tutto si è fermato
10. Il mondo delle favole
11. Io Mai
12. Ti Amo Perché
13. Unni Si
14. Chi te può amà Cchiù e mme